# LCK mùa giải 2024
LCK mùa giải 2024 là mùa giải thứ 13 của League of Legends Champions Korea (LCK), giải đấu thể thao điện tử chuyên nghiệp của Hàn Quốc dành cho bộ môn Liên Minh Huyền Thoại. Mùa giải được chia làm 2 giai đoạn: Mùa Xuân và Mùa Hè. Giải Mùa Xuân bắt đầu vào ngày 17 tháng 1 và kết thúc với trận chung kết tổng vào ngày 14 tháng 4 năm 2024. Giải Mùa Hè bắt đầu vào ngày 12 tháng 6 và kết thúc với trận chung kết tổng vào ngày 8 tháng 9 năm 2024.
Đội quán quân giải Mùa Xuân, Gen.G, và á quân, T1, đủ điều kiện tham dự Mid-Season Invitational 2024. Gen.G cũng đã vô địch MSI 2024 và lọt vào vòng loại trực tiếp giải Mùa Hè, giúp họ đủ điều kiện tham dự Chung kết thế giới 2024. Hanwha Life Esports đã vô địch giải Mùa Hè, trực tiếp giúp họ đủ điều kiện tham dự Chung kết thế giới 2024. Trong khi đó cả Dplus KIA và T1 cũng đủ điều kiện tham dự Chung kết thế giới 2024 thông qua vòng loại khu vực.

## Những thay đổi

### Các đội
Liiv Sandbox đã đổi tên đội thể thao điện tử của mình thành FearX trước khi bước vào mùa giải 2024.

### Giới hạn lương
Để đối phó với những thách thức tài chính mà các tổ chức LCK phải đối mặt, chẳng hạn như tiết lộ từ giám đốc điều hành của Gen.G là Arnold Hur rằng đội của anh "chưa bao giờ thu được lợi nhuận" mặc dù dẫn đầu về doanh thu tài trợ, LCK đã thực hiện giới hạn lương cho đội hình xuất phát và hệ thống thuế cho mùa giải 2024. Giới hạn lương sẽ được tính dựa trên tổng lương trả cho đội hình xuất phát, không bao gồm tuyển thủ dự bị. Nó bao gồm mức tối thiểu, được đặt ở mức 70% doanh thu mà đội kiếm được vào năm 2022. Các đội vượt quá giới hạn tối đa sẽ phải chịu thuế, khoản thuế này sẽ được phân bổ lại cho các đội vẫn ở trong giới hạn. Tuy nhiên, để đủ điều kiện được chia sẻ thuế, các đội phải đạt mức tối thiểu của giới hạn lương. Không có giới hạn cá nhân về lương của một tuyển thủ, chỉ dành cho toàn đội (có những trường hợp ngoại lệ) và tiền thưởng dựa trên thành tích của tuyển thủ.

## Giải Mùa Xuân
Vòng bảng giải Mùa Xuân diễn ra từ ngày 17 tháng 1 đến ngày 24 tháng 3 năm 2024. 10 đội đã chơi tổng cộng 90 trận và tất cả các trận đấu vòng bảng đều được thi đấu theo thể thức Bo3. 6 đội dẫn đầu vòng bảng sẽ tiến vào vòng loại trực tiếp, diễn ra từ ngày 30 tháng 3 đến ngày 14 tháng 4 năm 2024. 2 đội đứng đầu vòng loại trực tiếp Giải Mùa Xuân đủ điều kiện tham dự Mid-Season Invitational 2024.

### Vòng bảng
| VT | Đội                 | ST | T  | B  | HS  | Giành quyền tham dự         |
| -- | ------------------- | -- | -- | -- | --- | --------------------------- |
| 1  | Gen.G               | 18 | 17 | 1  | +29 | Lọt vào Bán kết nhánh thắng |
| 2  | T1                  | 18 | 15 | 3  | +24 | Lọt vào Bán kết nhánh thắng |
| 3  | Hanwha Life Esports | 18 | 15 | 3  | +19 | Lọt vào Tứ kết nhánh thắng  |
| 4  | KT Rolster          | 18 | 11 | 7  | +8  | Lọt vào Tứ kết nhánh thắng  |
| 5  | Dplus KIA           | 18 | 9  | 9  | 0   | Lọt vào Tứ kết nhánh thắng  |
| 6  | Kwangdong Freecs    | 18 | 7  | 11 | -7  | Lọt vào Tứ kết nhánh thắng  |
| 7  | FearX               | 18 | 6  | 12 | -11 |                             |
| 8  | Nongshim RedForce   | 18 | 4  | 14 | -16 |                             |
| 9  | DRX                 | 18 | 3  | 15 | -21 |                             |
| 10 | OKSavingsBank Brion | 18 | 3  | 15 | -25 |                             |

### Vòng loại trực tiếp
|  |                     |                             |                    |                  |                     |                     |                     |                     |                      |                      |                       |                       |                       |  |  |                |                |                |
|  | Tứ kết nhánh thắng  | Tứ kết nhánh thắng          | Tứ kết nhánh thắng |                  |                     | Bán kết nhánh thắng | Bán kết nhánh thắng | Bán kết nhánh thắng |                      |                      | Chung kết nhánh thắng | Chung kết nhánh thắng | Chung kết nhánh thắng |  |  | Chung kết tổng | Chung kết tổng | Chung kết tổng |
|  | Tứ kết nhánh thắng  | Tứ kết nhánh thắng          | Tứ kết nhánh thắng |                  |                     | Bán kết nhánh thắng | Bán kết nhánh thắng | Bán kết nhánh thắng |                      |                      | Chung kết nhánh thắng | Chung kết nhánh thắng | Chung kết nhánh thắng |  |  | Chung kết tổng | Chung kết tổng | Chung kết tổng |
|  |                     |                             |                    |                  |                     |                     |                     |                     |                      |                      |                       |                       |                       |  |  |                |                |                |
|  |                     |                             |                    |                  |                     |                     |                     |                     |                      |                      |                       |                       |                       |  |  |                |                |                |
|  | 1                   | Gen.G                       | 3                  |                  |                     |                     |                     |                     |                      |                      |                       |                       |                       |  |  |                |                |                |
|  | 1                   | Gen.G                       | 3                  | 3                | Hanwha Life Esports | 3                   |                     |                     |                      |                      |                       |                       |                       |  |  |                |                |                |
|  |                     | Dplus KIA                   | 2                  | 3                | Hanwha Life Esports | 3                   |                     |                     |                      |                      |                       |                       |                       |  |  |                |                |                |
|  | 6                   | Dplus KIA                   | 2                  | Kwangdong Freecs | 0                   |                     |                     | Gen.G               | Gen.G                | 3                    |                       |                       |                       |  |  |                |                |                |
|  | 6                   | Hạt giống số 1 chọn đối thủ |                    | Kwangdong Freecs | 0                   |                     |                     | Gen.G               | Gen.G                | 3                    |                       |                       |                       |  |  |                |                |                |
|  |                     |                             |                    |                  |                     | Hanwha Life Esports | Hanwha Life Esports | 1                   |                      |                      |                       |                       |                       |  |  |                |                |                |
|  | 2                   | T1                          | 0                  |                  |                     | Hanwha Life Esports | Hanwha Life Esports | 1                   |                      |                      |                       |                       |                       |  |  |                |                |                |
|  | 2                   | T1                          | 0                  | 4                | KT Rolster          | 2                   |                     |                     |                      |                      |                       |                       |                       |  |  |                |                |                |
|  |                     | Hanwha Life Esports         | 3                  | 4                | KT Rolster          | 2                   |                     |                     |                      |                      |                       |                       |                       |  |  |                |                |                |
|  | 5                   | Hanwha Life Esports         | 3                  | Dplus KIA        | 3                   |                     |                     | Gen.G               | Gen.G                | 3                    |                       |                       |                       |  |  |                |                |                |
|  | 5                   |                             |                    |                  |                     |                     |                     |                     |                      | 3                    |                       |                       |                       |  |  |                |                |                |
|  |                     |                             |                    |                  |                     | T1                  | T1                  | 2                   |                      |                      |                       |                       |                       |  |  |                |                |                |
|  | Bán kết nhánh thua  | Bán kết nhánh thua          | Bán kết nhánh thua |                  |                     | T1                  | T1                  | 2                   | Chung kết nhánh thua | Chung kết nhánh thua | Chung kết nhánh thua  |                       |                       |  |  |                |                |                |
|  | Bán kết nhánh thua  | Bán kết nhánh thua          | Bán kết nhánh thua |                  |                     |                     |                     |                     | Chung kết nhánh thua | Chung kết nhánh thua | Chung kết nhánh thua  |                       |                       |  |  |                |                |                |
|  |                     |                             |                    |                  |                     |                     |                     |                     |                      |                      |                       |                       |                       |  |  |                |                |                |
|  |                     |                             |                    |                  |                     |                     |                     |                     |                      |                      |                       |                       |                       |  |  |                |                |                |
|  | Hanwha Life Esports | Hanwha Life Esports         | 1                  |                  |                     |                     |                     |                     |                      |                      |                       |                       |                       |  |  |                |                |                |
|  | Hanwha Life Esports | Hanwha Life Esports         | 1                  | Dplus KIA        | Dplus KIA           | 0                   |                     |                     |                      |                      |                       |                       |                       |  |  |                |                |                |
|  |                     |                             | T1                 | T1               | Dplus KIA           | 0                   | 3                   |                     |                      |                      |                       |                       |                       |  |  |                |                |                |
|  | T1                  | T1                          | T1                 | T1               | 3                   |                     | 3                   |                     |                      |                      |                       |                       |                       |  |  |                |                |                |
|  | T1                  | T1                          |                    |                  | 3                   |                     |                     |                     |                      |                      |                       |                       |                       |  |  |                |                |                |

Nguồn: LoL Esports

## Giải Mùa Hè
Vòng bảng giải Mùa Hè sẽ diễn ra từ ngày 12 tháng 6 đến ngày 18 tháng 8 năm 2024. 10 đội sẽ chơi tổng cộng 90 trận và tất cả các trận đấu vòng bảng sẽ được thi đấu theo thể thức Bo3. 6 đội dẫn đầu Vòng bảng sẽ tiến vào vòng loại trực tiếp, diễn ra từ ngày 23 tháng 8 đến ngày 8 tháng 9 năm 2024.

### Vòng bảng
| VT | Đội                 | ST | T  | B  | HS  | Giành quyền tham dự         |
| -- | ------------------- | -- | -- | -- | --- | --------------------------- |
| 1  | Gen.G               | 18 | 17 | 1  | +32 | Lọt vào Bán kết nhánh thắng |
| 2  | Hanwha Life Esports | 18 | 14 | 4  | +19 | Lọt vào Bán kết nhánh thắng |
| 3  | Dplus KIA           | 18 | 13 | 5  | +13 | Lọt vào Tứ kết nhánh thắng  |
| 4  | T1                  | 18 | 11 | 7  | +6  | Lọt vào Tứ kết nhánh thắng  |
| 5  | KT Rolster          | 18 | 9  | 9  | -2  | Lọt vào Tứ kết nhánh thắng  |
| 6  | BNK FearX           | 18 | 8  | 10 | -7  | Lọt vào Tứ kết nhánh thắng  |
| 7  | Kwangdong Freecs    | 18 | 7  | 11 | -2  |                             |
| 8  | Nongshim RedForce   | 18 | 5  | 13 | -14 |                             |
| 9  | DRX                 | 18 | 4  | 14 | -20 |                             |
| 10 | OKSavingsBank Brion | 18 | 2  | 16 | -25 |                             |

### Vòng loại trực tiếp
|  |                     |                             |                    |            |           |                     |                     |                     |                      |                      |                       |                       |                       |  |  |                |                |                |
|  | Tứ kết nhánh thắng  | Tứ kết nhánh thắng          | Tứ kết nhánh thắng |            |           | Bán kết nhánh thắng | Bán kết nhánh thắng | Bán kết nhánh thắng |                      |                      | Chung kết nhánh thắng | Chung kết nhánh thắng | Chung kết nhánh thắng |  |  | Chung kết tổng | Chung kết tổng | Chung kết tổng |
|  | Tứ kết nhánh thắng  | Tứ kết nhánh thắng          | Tứ kết nhánh thắng |            |           | Bán kết nhánh thắng | Bán kết nhánh thắng | Bán kết nhánh thắng |                      |                      | Chung kết nhánh thắng | Chung kết nhánh thắng | Chung kết nhánh thắng |  |  | Chung kết tổng | Chung kết tổng | Chung kết tổng |
|  |                     |                             |                    |            |           |                     |                     |                     |                      |                      |                       |                       |                       |  |  |                |                |                |
|  |                     |                             |                    |            |           |                     |                     |                     |                      |                      |                       |                       |                       |  |  |                |                |                |
|  | 1                   | Gen.G                       | 3                  |            |           |                     |                     |                     |                      |                      |                       |                       |                       |  |  |                |                |                |
|  | 1                   | Gen.G                       | 3                  | 3          | Dplus KIA | 3                   |                     |                     |                      |                      |                       |                       |                       |  |  |                |                |                |
|  |                     | Dplus KIA                   | 0                  | 3          | Dplus KIA | 3                   |                     |                     |                      |                      |                       |                       |                       |  |  |                |                |                |
|  | 6                   | Dplus KIA                   | 0                  | BNK FearX  | 1         |                     |                     | Gen.G               | Gen.G                | 3                    |                       |                       |                       |  |  |                |                |                |
|  | 6                   | Hạt giống số 1 chọn đối thủ |                    | BNK FearX  | 1         |                     |                     | Gen.G               | Gen.G                | 3                    |                       |                       |                       |  |  |                |                |                |
|  |                     |                             |                    |            |           | Hanwha Life Esports | Hanwha Life Esports | 1                   |                      |                      |                       |                       |                       |  |  |                |                |                |
|  | 2                   | Hanwha Life Esports         | 3                  |            |           | Hanwha Life Esports | Hanwha Life Esports | 1                   |                      |                      |                       |                       |                       |  |  |                |                |                |
|  | 2                   | Hanwha Life Esports         | 3                  | 4          | T1        | 3                   |                     |                     |                      |                      |                       |                       |                       |  |  |                |                |                |
|  |                     | T1                          | 0                  | 4          | T1        | 3                   |                     |                     |                      |                      |                       |                       |                       |  |  |                |                |                |
|  | 5                   | T1                          | 0                  | KT Rolster | 1         |                     |                     | Gen.G               | Gen.G                | 2                    |                       |                       |                       |  |  |                |                |                |
|  | 5                   |                             |                    |            |           |                     |                     |                     |                      | 2                    |                       |                       |                       |  |  |                |                |                |
|  |                     |                             |                    |            |           | Hanwha Life Esports | Hanwha Life Esports | 3                   |                      |                      |                       |                       |                       |  |  |                |                |                |
|  | Bán kết nhánh thua  | Bán kết nhánh thua          | Bán kết nhánh thua |            |           | Hanwha Life Esports | Hanwha Life Esports | 3                   | Chung kết nhánh thua | Chung kết nhánh thua | Chung kết nhánh thua  |                       |                       |  |  |                |                |                |
|  | Bán kết nhánh thua  | Bán kết nhánh thua          | Bán kết nhánh thua |            |           |                     |                     |                     | Chung kết nhánh thua | Chung kết nhánh thua | Chung kết nhánh thua  |                       |                       |  |  |                |                |                |
|  |                     |                             |                    |            |           |                     |                     |                     |                      |                      |                       |                       |                       |  |  |                |                |                |
|  |                     |                             |                    |            |           |                     |                     |                     |                      |                      |                       |                       |                       |  |  |                |                |                |
|  | Hanwha Life Esports | Hanwha Life Esports         | 3                  |            |           |                     |                     |                     |                      |                      |                       |                       |                       |  |  |                |                |                |
|  | Hanwha Life Esports | Hanwha Life Esports         | 3                  | Dplus KIA  | Dplus KIA | 1                   |                     |                     |                      |                      |                       |                       |                       |  |  |                |                |                |
|  |                     |                             | T1                 | T1         | Dplus KIA | 1                   | 1                   |                     |                      |                      |                       |                       |                       |  |  |                |                |                |
|  | T1                  | T1                          | T1                 | T1         | 3         |                     | 1                   |                     |                      |                      |                       |                       |                       |  |  |                |                |                |
|  | T1                  | T1                          |                    |            | 3         |                     |                     |                     |                      |                      |                       |                       |                       |  |  |                |                |                |

Nguồn: LoL Esports

## Điểm tích luỹ
| VT | Đội                 | MX | MH  | TC  | Giành quyền tham dự       |
| -- | ------------------- | -- | --- | --- | ------------------------- |
| 1  | Hanwha Life Esports | 50 | AQ  | AQ  | Chung kết thế giới 2024   |
| 2  | Gen.G               | 90 | 100 | 190 | Chung kết thế giới 2024   |
| 3  | T1                  | 70 | 80  | 150 | Lọt vào Vòng loại khu vực |
| 4  | Dplus KIA           | 30 | 50  | 80  | Lọt vào Vòng loại khu vực |
| 5  | KT Rolster          | 20 | 30  | 50  | Lọt vào Vòng loại khu vực |
| 6  | BNK FearX           | 0  | 10  | 10  | Lọt vào Vòng loại khu vực |
| 7  | Kwangdong Freecs    | 10 | 0   | 10  |                           |
| 8  | DRX                 | 0  | 0   | 0   |                           |
| 9  | Nongshim RedForce   | 0  | 0   | 0   |                           |
| 10 | OKSavingsBank BRION | 0  | 0   | 0   |                           |

1. ↑  Gen.G đã đủ điều kiện tham gia thi đấu Chung kết thế giới 2024 thông qua việc vô địch Mid-Season Invitational 2024.

## Vòng loại khu vực
Vòng loại khu vực là giải đấu bao gồm bốn đội đứng đầu LCK dựa trên số điểm tích lũy (trừ 2 đội đã đủ điều kiện trực tiếp tham gia Chung kết thế giới 2024). Hai đội có số điểm tích luỹ thứ 3 và thứ 4 đối đầu với nhau, đội chiến thắng giành được một suất tham dự Chung kết thế giới. Đồng thời, hai đội có số điểm tích luỹ thứ 5 và thứ 6 đối đầu với nhau, đội thua sẽ bị loại. Hai đội còn lại sau đó tranh giành suất LCK cuối cùng tại Chung kết thế giới 2024.
|  |        |            |            |            |           |        |        |        |  |  |                                          |                                          |                                          |
|  | Vòng 1 | Vòng 1     | Vòng 1     |            |           | Vòng 2 | Vòng 2 | Vòng 2 |  |  | Đủ điều kiện tham gia Chung kết thế giới | Đủ điều kiện tham gia Chung kết thế giới | Đủ điều kiện tham gia Chung kết thế giới |
|  | Vòng 1 | Vòng 1     | Vòng 1     |            |           | Vòng 2 | Vòng 2 | Vòng 2 |  |  | Đủ điều kiện tham gia Chung kết thế giới | Đủ điều kiện tham gia Chung kết thế giới | Đủ điều kiện tham gia Chung kết thế giới |
|  |        |            |            |            |           |        |        |        |  |  |                                          |                                          |                                          |
|  |        |            |            |            |           |        |        |        |  |  |                                          |                                          |                                          |
|  | 3      | T1         | 2          |            |           |        |        |        |  |  |                                          |                                          |                                          |
|  | 3      | T1         | 2          |            | Dplus KIA |        |        |        |  |  |                                          |                                          |                                          |
|  | 4      | Dplus KIA  | 3          |            |           |        |        |        |  |  |                                          |                                          |                                          |
|  | 4      | Dplus KIA  | 3          |            |           |        |        |        |  |  |                                          |                                          |                                          |
|  |        |            |            |            |           |        |        |        |  |  |                                          |                                          |                                          |
|  |        |            | T1         | T1         | 3         |        |        |        |  |  |                                          |                                          |                                          |
|  |        |            | T1         | T1         | 3         |        |        | T1     |  |  |                                          |                                          |                                          |
|  |        |            | KT Rolster | KT Rolster | 2         |        |        |        |  |  |                                          |                                          |                                          |
|  |        |            |            | KT Rolster | 2         |        |        |        |  |  |                                          |                                          |                                          |
|  |        |            |            |            |           |        |        |        |  |  |                                          |                                          |                                          |
|  | 5      | KT Rolster | 3          |            |           |        |        |        |  |  |                                          |                                          |                                          |
|  | 5      | KT Rolster | 3          |            |           |        |        |        |  |  |                                          |                                          |                                          |
|  | 6      | BNK FearX  | 0          |            |           |        |        |        |  |  |                                          |                                          |                                          |
|  | 6      | BNK FearX  | 0          |            |           |        |        |        |  |  |                                          |                                          |                                          |

Nguồn: LoL Esports

## Giải thưởng

### Giải Mùa Xuân
- MVP: Chovy, Gen.G

- Đội hình tiêu biểu 1:

| Đội hình tiêu biểu 1 | Đội hình tiêu biểu 1 | Đội hình tiêu biểu 1 | Đội hình tiêu biểu 1 | Đội hình tiêu biểu 1 | Đội hình tiêu biểu 1 |
| Vị trí               | Đường trên           | Đi rừng              | Đường giữa           | Đường dưới           | Hỗ trợ               |
| -------------------- | -------------------- | -------------------- | -------------------- | -------------------- | -------------------- |
| Tuyển thủ            | Kiin                 | Canyon               | Chovy                | Peyz                 | Keria                |
| Đội                  | GEN                  | GEN                  | GEN                  | GEN                  | T1                   |

- Đội hình tiêu biểu 2:

| Đội hình tiêu biểu 2 | Đội hình tiêu biểu 2 | Đội hình tiêu biểu 2 | Đội hình tiêu biểu 2 | Đội hình tiêu biểu 2 | Đội hình tiêu biểu 2 |
| Vị trí               | Đường trên           | Đi rừng              | Đường giữa           | Đường dưới           | Hỗ trợ               |
| -------------------- | -------------------- | -------------------- | -------------------- | -------------------- | -------------------- |
| Tuyển thủ            | Zeus                 | Oner                 | Faker                | Viper                | Lehends              |
| Đội                  | T1                   | T1                   | T1                   | HLE                  | GEN                  |

- Đội hình tiêu biểu 3:

| Đội hình tiêu biểu 3 | Đội hình tiêu biểu 3 | Đội hình tiêu biểu 3 | Đội hình tiêu biểu 3 | Đội hình tiêu biểu 3 | Đội hình tiêu biểu 3 |
| Vị trí               | Đường trên           | Đi rừng              | Đường giữa           | Đường dưới           | Hỗ trợ               |
| -------------------- | -------------------- | -------------------- | -------------------- | -------------------- | -------------------- |
| Tuyển thủ            | Doran                | Peanut               | Zeka                 | Gumayusi             | Delight              |
| Đội                  | HLE                  | HLE                  | HLE                  | T1                   | HLE                  |

### Giải Mùa Hè
- MVP: Peyz, Gen.G

- Đội hình tiêu biểu 1:

| Đội hình tiêu biểu 1 | Đội hình tiêu biểu 1 | Đội hình tiêu biểu 1 | Đội hình tiêu biểu 1 | Đội hình tiêu biểu 1 | Đội hình tiêu biểu 1 |
| Vị trí               | Đường trên           | Đi rừng              | Đường giữa           | Đường dưới           | Hỗ trợ               |
| -------------------- | -------------------- | -------------------- | -------------------- | -------------------- | -------------------- |
| Tuyển thủ            | Kiin                 | Canyon               | Chovy                | Peyz                 | Lehends              |
| Đội                  | GEN                  | GEN                  | GEN                  | GEN                  | GEN                  |

- Đội hình tiêu biểu 2:

| Đội hình tiêu biểu 2 | Đội hình tiêu biểu 2 | Đội hình tiêu biểu 2 | Đội hình tiêu biểu 2 | Đội hình tiêu biểu 2 | Đội hình tiêu biểu 2 |
| Vị trí               | Đường trên           | Đi rừng              | Đường giữa           | Đường dưới           | Hỗ trợ               |
| -------------------- | -------------------- | -------------------- | -------------------- | -------------------- | -------------------- |
| Tuyển thủ            | Doran                | Peanut               | Zeka                 | Viper                | Delight              |
| Đội                  | HLE                  | HLE                  | HLE                  | HLE                  | HLE                  |

- Đội hình tiêu biểu 3:

| Đội hình tiêu biểu 3 | Đội hình tiêu biểu 3 | Đội hình tiêu biểu 3 | Đội hình tiêu biểu 3 | Đội hình tiêu biểu 3 | Đội hình tiêu biểu 3 |
| Vị trí               | Đường trên           | Đi rừng              | Đường giữa           | Đường dưới           | Hỗ trợ               |
| -------------------- | -------------------- | -------------------- | -------------------- | -------------------- | -------------------- |
| Tuyển thủ            | Kingen               | Oner                 | Bdd                  | Aiming               | Keria                |
| Đội                  | DK                   | T1                   | KT                   | DK                   | T1                   |

### Mùa giải
- Tuyển thủ của năm: Faker, T1[3]
- Tuyển thủ của năm theo từng vị trí:

| Tuyển thủ của năm theo từng vị trí | Tuyển thủ của năm theo từng vị trí | Tuyển thủ của năm theo từng vị trí | Tuyển thủ của năm theo từng vị trí | Tuyển thủ của năm theo từng vị trí | Tuyển thủ của năm theo từng vị trí |
| Vị trí                             | Đường trên                         | Đi rừng                            | Đường giữa                         | Đường dưới                         | Hỗ trợ                             |
| ---------------------------------- | ---------------------------------- | ---------------------------------- | ---------------------------------- | ---------------------------------- | ---------------------------------- |
| Tuyển thủ                          | Zeus                               | Oner                               | Faker                              | Gumayusi                           | Keria                              |
| Đội                                | T1                                 | T1                                 | T1                                 | T1                                 | T1                                 |

- Logitech Best Power Play: Aiming, Dplus KIA
- Best Showmanship: Teddy, DRX
- Most YouTube Thumbnails: ShowMaker, Dplus KIA
- MUSINSA Stylist Player of the Year: Teddy, DRX
- OP.GG Search King: Faker, T1
- JW Pharmaceuticals Rift Vision: Kellin, Dplus KIA
- Golden Dew Duo: Gumayusi & Keria, T1
- Woori Bank Gold King: Aiming, Dplus KIA
- Cass First Blood: Oner, T1 & Lucid, Dplus KIA
- LG UltraGear Objective Steal: Canyon, Gen.G
- Global Marketing: Hanwha Life Esports
- Special Achievement: Max "Atlus" Anderson